# Вулиця Гродзька (Краків)
Вулиця Ґродзька (пол. Ulica Grodzka)- одна з найстаріших вулиць Кракова, була частиною торгового шляху, що вів з півдня на північ. До локації Кракова (локаційне право надавало місту нову організаційно-правову форму та новий урбаністичний вигляд) це був шлях з Угорщини та Чехії до Мазовії та Великої Польщі . Це частина Королівського шляху, яким польські королі йшли на Вавель. Його назва зустрічається вже в міських документах другої половини XIII століття.
Вулиця починається в одному з кутів Головної площі і йде на південь. На 1/3 її довжини розташована площа, яка зі східного боку називається Домініканською площею (поруч з нею розташований Домініканський костел ), а із західного боку – площею Всіх Святих (на згадку про неіснуючу вже Костел Всіх Святих ). Від площі відгалужуються вулиці Домініканська та Францисканська відповідно. Далі вулицю перетинають вулиці Посельська та Сенацька. Навпроти костелу Святих Петра і Павла є площа св. Марія Магдалени. Вулиця Ґродська закінчується біля Вавеля, де є вул. Святого Егідія та Площа ім. отця Адама Студзинського.
У долокаційний період на цій вулиці була зосереджена забудова поселення під назвою Окул з центром біля романського костелу св.Анджея. Там були костели, яких сьогодні вже немає: св. Марії Магдалини та Всіх Святих. Вулиця закінчувалася Ґродською брамою, за якою проходила дорога на Страдом і переправу через Віслу через Королівський міст .

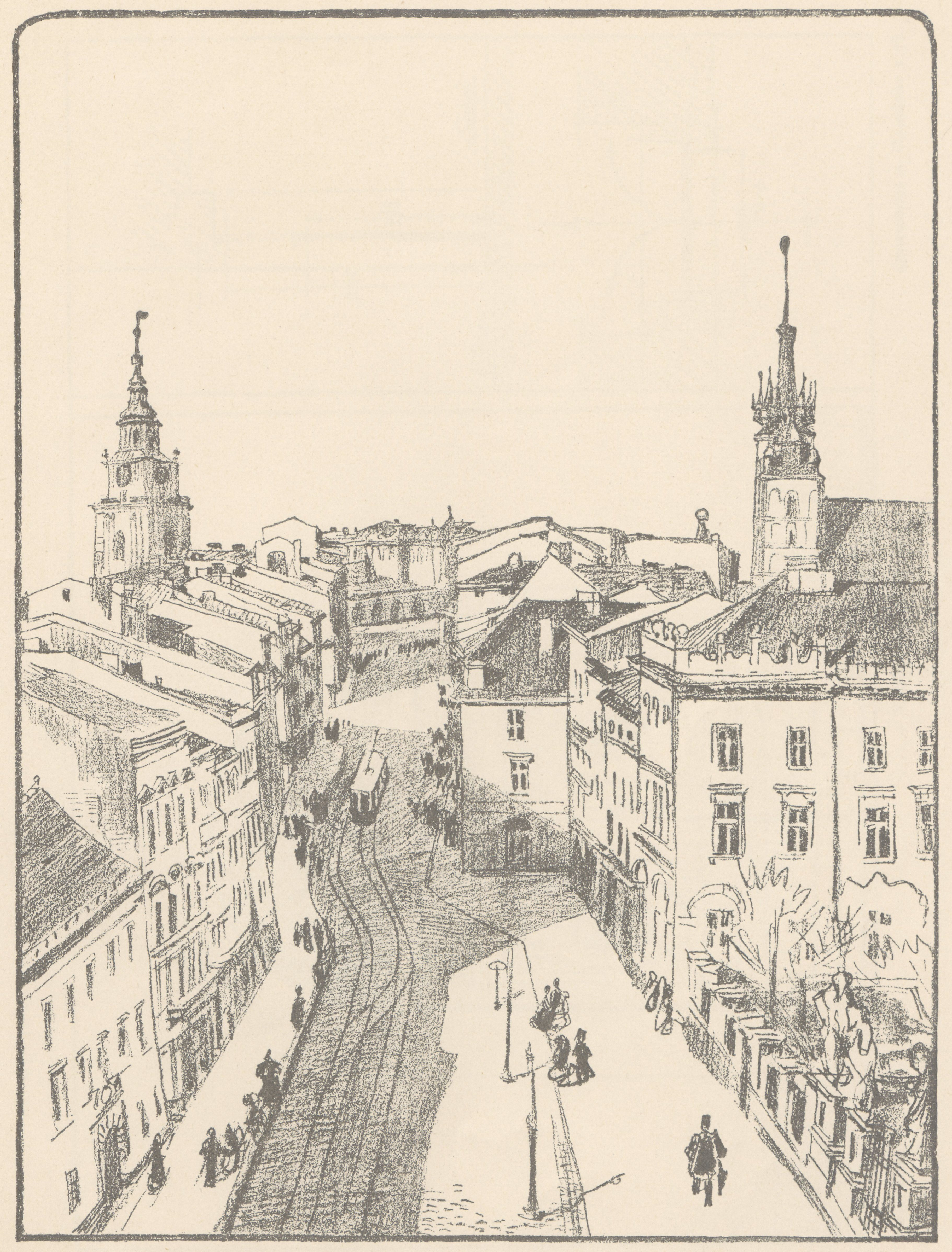
Вид на вул Гродзька з вежі костелу св. Андрія на малюнку початку ХХ ст

Ліва сторона вулиці на ділянці Головна площа – площа Домініканська була трохи перенесена в глиб після пожежі 1850 року. Завдяки цьому вулиця стала ширшою та представницькою. До пожежі вулиця була на 1/3 вужчою, що значно ускладнювало рух громадського транспорту.
У сквері на розі вулиць Гродзька та Підзамче колись стояла капітула під назвою "Дембно" (пол. "Dębno"). Наприкінці ХІХ ст., на хвилі бурхливого і хаотичного розвитку міського будівництва, на цьому місці (тоді вул. Гродзька № 71), збудовано прибуткову кам'яницю "Дембно", назва якої стосувалася колишньої будівлі. Значний, масивний і довгий корпус двоповерхової будівлі заслоняв з боку вулиці Гродзької частину Вавеля з Kurza Stopka. Кам'яниця "Дембно" припинила своє існування на межі 1940/1941 рр., коли німецька окупаційна влада почала реалізовувати власну концепцію впорядкування околиць Вавеля .
Вулиця Ґродзька – перший елемент колишнього Угорського шляху. Його продовженням є вулиця Страдомська.

## Деякі будівлі
Будинок № 1 – кам'яниця Целестинської
Будинок № 3 – колишня друкарня Миколая та Яна Шарфенбергів (засн. 1570 р.)
Будинок № 9 - в цьому будинку в XV столітті жила Ядвіга - сестра скульптора Віта Ствоша, автора вівтаря Св. Марії. Після пожежі 1850 р. цю кам'яницю розбудували і приєднали до сусіднього будинку.
Будинок № 15 - будинок належав краківському художнику межі XVIII-XIX століть Міхалу Стаховічу, художнику-ілюстратору історичних подій часів Повстання Костюшка, автору багатьох портретів краківських знаменитостей та декоратору численних інтер'єрів.
Будинок № 22 - у цьому будинку в 1840 році народилася одна з найвидатніших актрис світу - Гелена Моджеєвська. До сотої річниці від дня її народження на фасаді будинку встановили пам’ятну дошку.
Будинок № 28/30 - будинок № 30, в прибудові кам'яниці розташований будинок молитви Мордехая Тігнера.
Будинок № 32 – Подельвє (пол. "Podelwie") зберігає емблему будинку, кам’яну скульптуру лева з XV ст., на фасаді над порталом. Як писав Амвросій Грабовський : «Цей знак і назва будинку дуже давні, бо згадуються вже в 1431 році, а ця фігурна скульптура, безсумнівно, зроблена в Кракові. Цей будинок у 1562 р. купило місто за 3350 злотих у Яна Бонера з Баліце, каштеляна з Бєча та Зофії Бонерної, дружини люблінського воєводи Яна Фірлея з Дабрувки, і тоді в контракті він називався Podelwie – під час володіння Бонера тут була лазня.  У цьому будинку народився Яцек Ідзі Пржибильський .
Будинок № 38 – Под Елефанти з емблемами слона та носорога. На першому поверсі, в приміщенні магазину, добре збереглися дерев’яні поліхромні стелі XVIII ст. Спочатку тут була церква св. Петро .
Будинок № 39 – будинок Віта Ствоша . У цій будівлі в другій половині XV століття розташовувалася скульптурна майстерня Віта Ствоша .
Будинок № 40 – палац Стадницьких має декорований фасад у стилі другого рококо середини ХІХ століття.
Будинок № 52 - колишній єзуїтський колегіум, який був збудований у першій чверті XVII століття. Єзуїти заснували тут школу, яка конкурувала з Ягеллонським університетом . Після розпуску ордену в 1773 році будівлі Колегіуму були зайняті під громадські потреби. У 1815–1846 роках тут знаходився сенат Краківської республіки, пізніше будинок використовувався провінційним судом, нині в ньому знаходиться Колегіум Бросціанум Ягеллонського університету .
Будинок № 53 – Collegium Iuridicum датується кінцем XIV ст. У 1403 році будівлю придбав Краківський університет для розміщення юридичного факультету. У 1719 році колегіум було перебудовано, з того часу походить бароковий фасад будівлі з кам’яним порталом. Всередині чотиристоронній двір, оточений аркадними клуатрами XVII ст. У будівлі збереглося багато архітектурних деталей, таких як портали та готичні віконні рами.
Костел Святих Петра і Павла – зведений як перший об’єкт барокової архітектури в Кракові, на місці невеликого готичного храму, який згорів у 1455 році. Будівництво костелу почалося в 1596 році під керівництвом Йосипа Бріція для ордену єзуїтів, який прибув до Кракова в 1583 році. Тоді будівництвом керував монастирський архітектор Іоанн Марія Бернардоні з Комо . Через будівельні помилки стіни храму почали тріскатися і їх довелося розібрати для поглиблення фундаментів. Лише будівельник короля Сигізмунда III Вази, Іоанн Тревано з Ломбардії, нарешті завершив будівництво в 1605–1619 роках. План церкви та фасади побудовані за зразком ранньобарокових єзуїтських римських церков Il Gesù Vignoli та Sant'Andrea della Valle Maderna . Як і його римські архетипи, краківський костел був побудований у плані латинського хреста, а замість бічних нефів було побудовано дві серії з’єднаних між собою каплиць. Перетин нави і трансепта був перекритий великим куполом . Інтер'єр церкви прикрашений ліпним декором, виконаним між 1619 і 1633 роками італійським художником Джованні Батистом Фальконі .
У барабані купола в нішах встановлено позолочені статуї чотирьох євангелістів роботи Фальконі. Посередині пресвітерію, на підлозі, знаходиться надгробок Петра Скарги Павенського, єзуїта і королівського придворного проповідника.
Будинок №54 – костел св.Андрія, що примикає до єзуїтського храму, заснований, найімовірніше, близько 1086 року князем Владиславом Германом і його дружиною Юдіфою як вотивну жертву з нагоди народження їхнього сина Болеслава.
Це тринефна романська базиліка з поперечною навою. Стіни були складені з дрібних кам’яних блоків, кути – з більших блоків пісковику . На західному фасаді — дві стрункі вежі, чотиригранні внизу і восьмигранні у верхній частині. Тристороння лоджія у верхній частині фасаду разом з ажурними вікнами веж-близнюків додає легкості цій частині храму. Видимі вузькі бійниці також свідчать про колись оборонний характер споруди. Сучасні баштові шоломи датуються 1693 роком.
Інтер'єр храму був прикрашений в епоху бароко ліпниною, виконаною Бальтазаром Фонтаною та поліхромією, ймовірно, братами Карлом та Інокентієм Монті.
У костельній скарбниці зберігаються готичні вертепи, одні з найдавніших у Європі, візантійський мозаїчний розпис XIII ст., вишивка та декоративні тканини.
У 1316 році поряд з костелом були побудовані монастирські будівлі для кларисок. У 1241 році мешканці Окула знайшли притулок у костелі Св. Андрія та пережили облогу під час татарської навали.
Будинок №58 – костел св.Мартина, побудований у 17 столітті на місці колишнього романського костелу з 12 століття, заснованого Пьотром Влостовичем. Нинішній бароковий храм був побудований для ордена босих кармелітів королівським придворним архітектором Джованні Тревано. У 1816 році костел було передано заснованій у 1555 році гміні краківських євангелістів. У головному вівтарі вартий уваги декоративний розпис Генрика Семірадського кінця ХІХ ст.
Будинок № 60 - кам'яниця 1871 року побудови на порожній ділянці. У XVI столітті на цьому місці стояла садиба Одровонж. Анна Одровонжова тимчасово віддала свою резиденцію Миколаю Рею, який жив тут у 1541-1569 роках  .
Будинок № 65 - першостоятельська кам'яниця XVII ст., перебудована в стилі класицизму в 19 ст.
Будинок № 64 – арсенал Владислава IV у стилі раннього бароко датується 1643 роком. Перебудований і відвищений у 1898 році, він був резиденцією Інституту географії Ягеллонського університету, а з 2005 року – факультету полоністики .
Будинок № 67 – костел св. Егідія був побудований на початку XIV століття. Невеликий готичний храм разом із сусідніми невисокими будиночками XVII століття створюють мальовничу алею, оточену зеленню під масивом Вавельських стін. На площі перед храмом стоїть Катинський хрест .

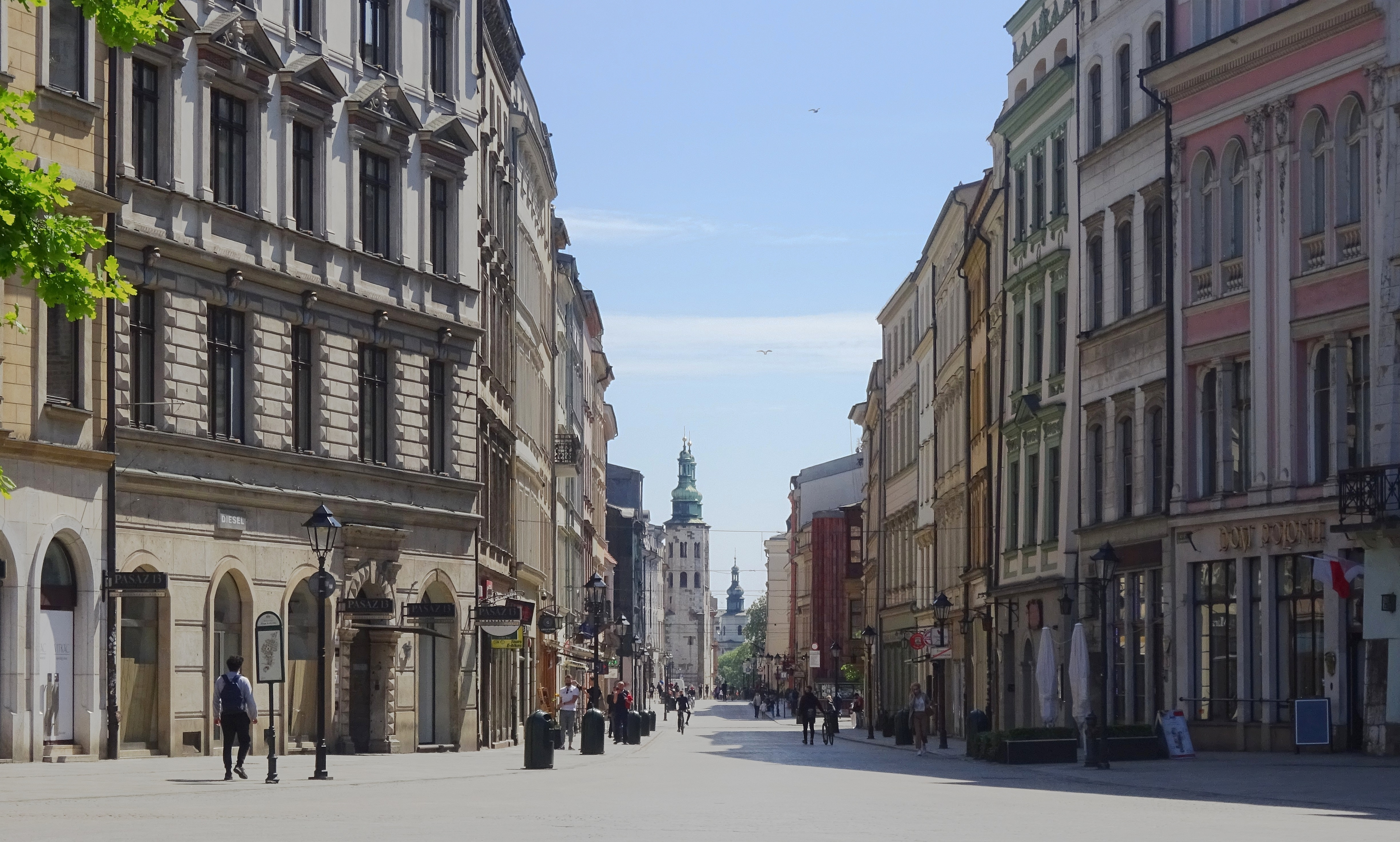
Вид від Головного Ринку на південь
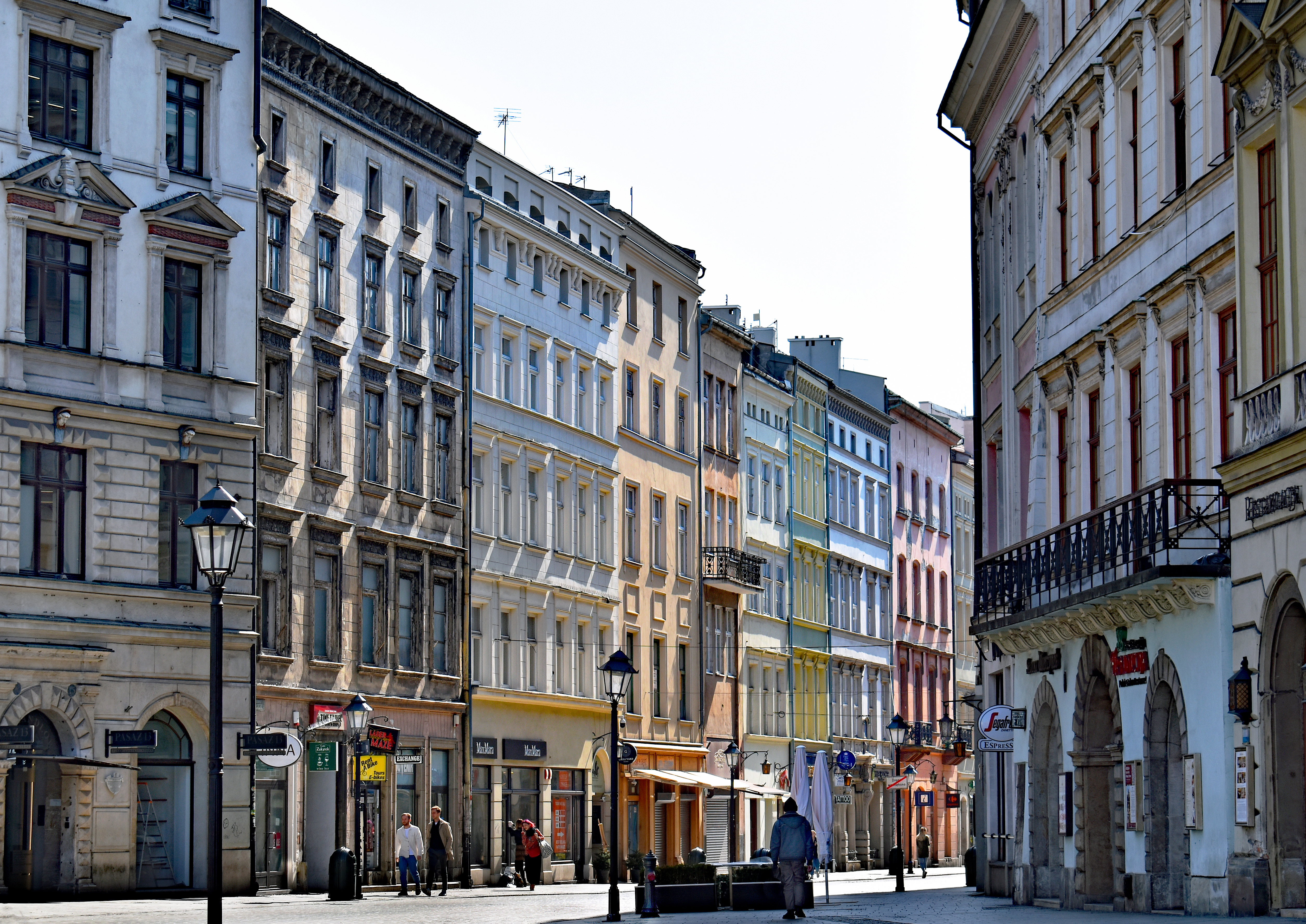
Перія східна, сторона парна від номеру 2
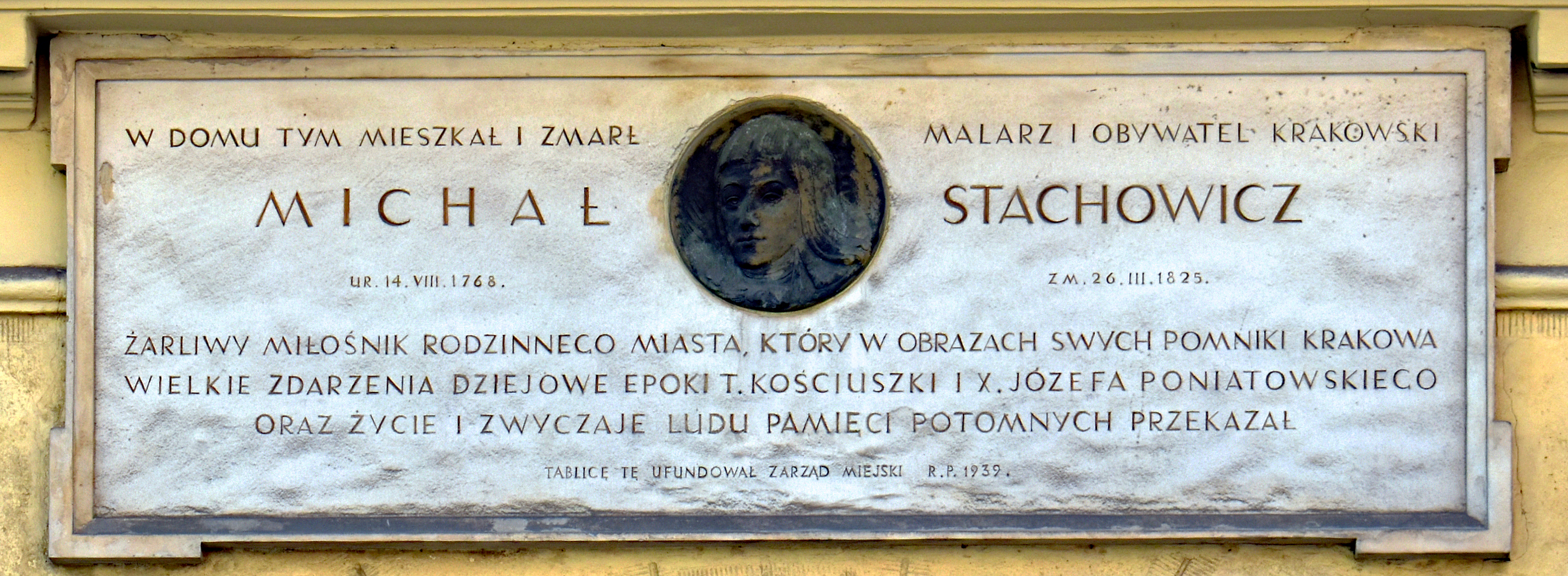
вул. Гродзька 15 Tablica upamiętniająca Michała Stachowicza, wykonał Karol Hukan
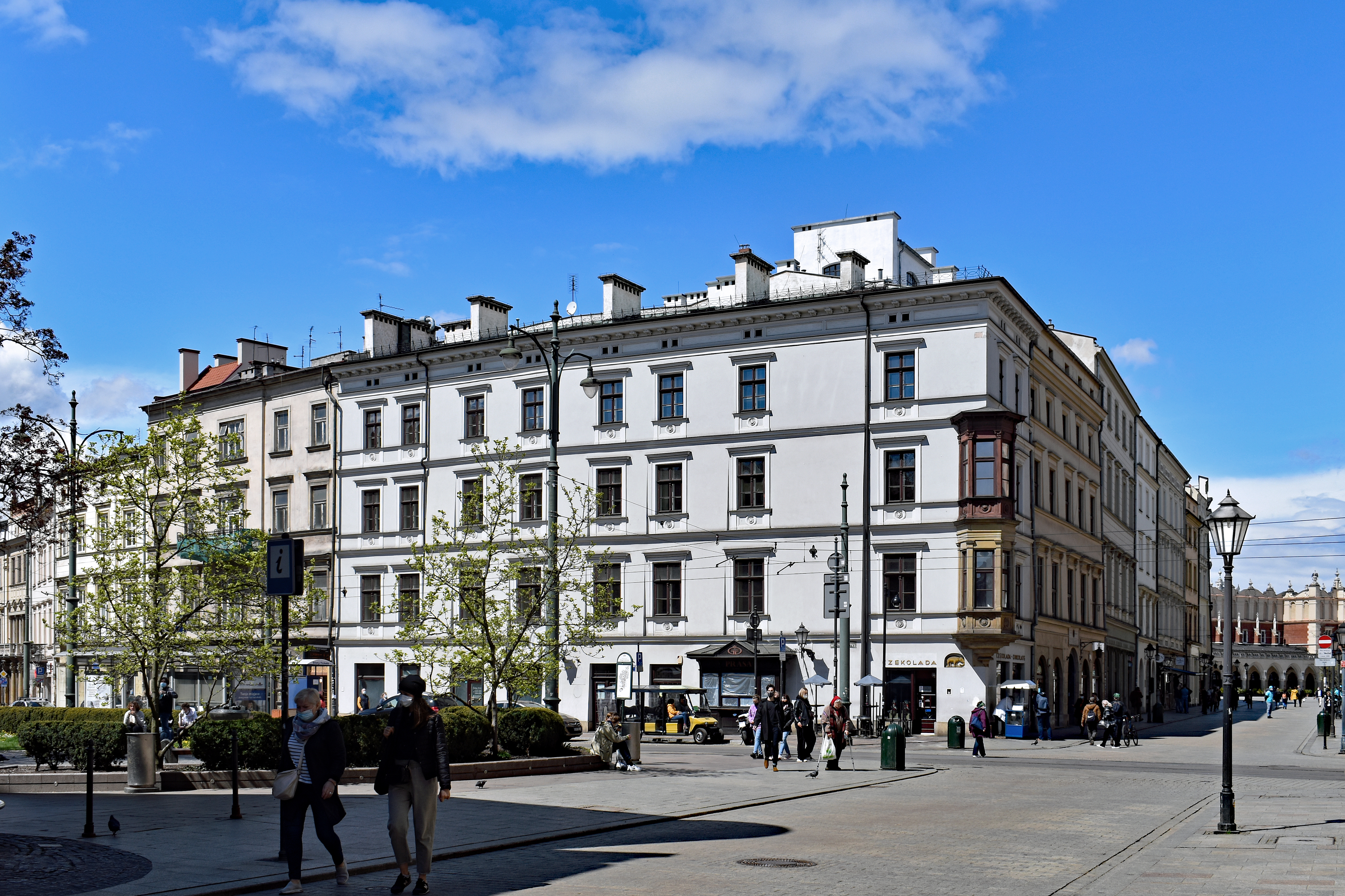
вул. Гродзька 17 (pl. Wszystkich Św. 11) Kamienica Pod Złotym Słoniem
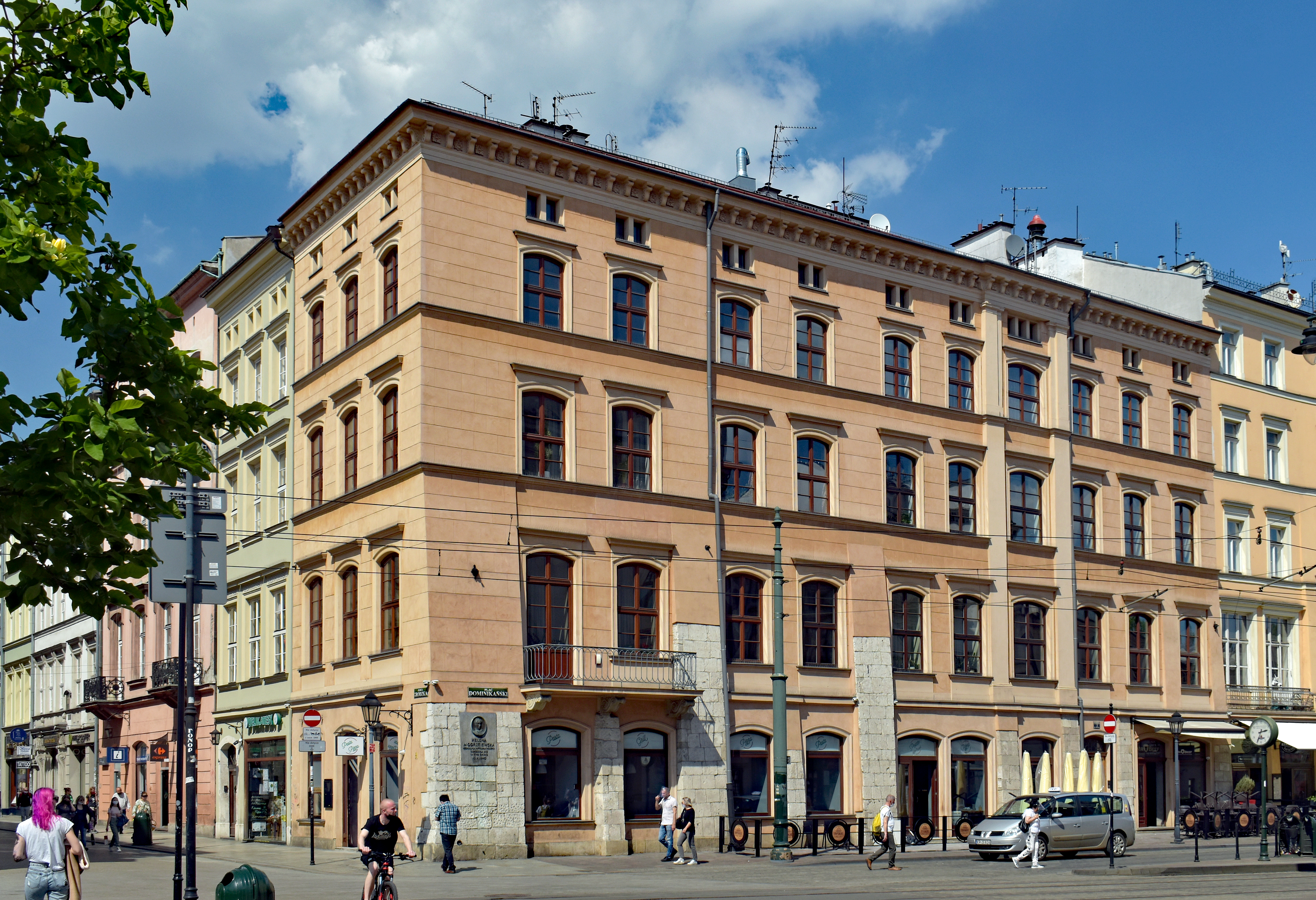
вул. Гродзька 22 (pl. Dominikański 1) Kamienica w której urodziła się Helena Modrzejewska
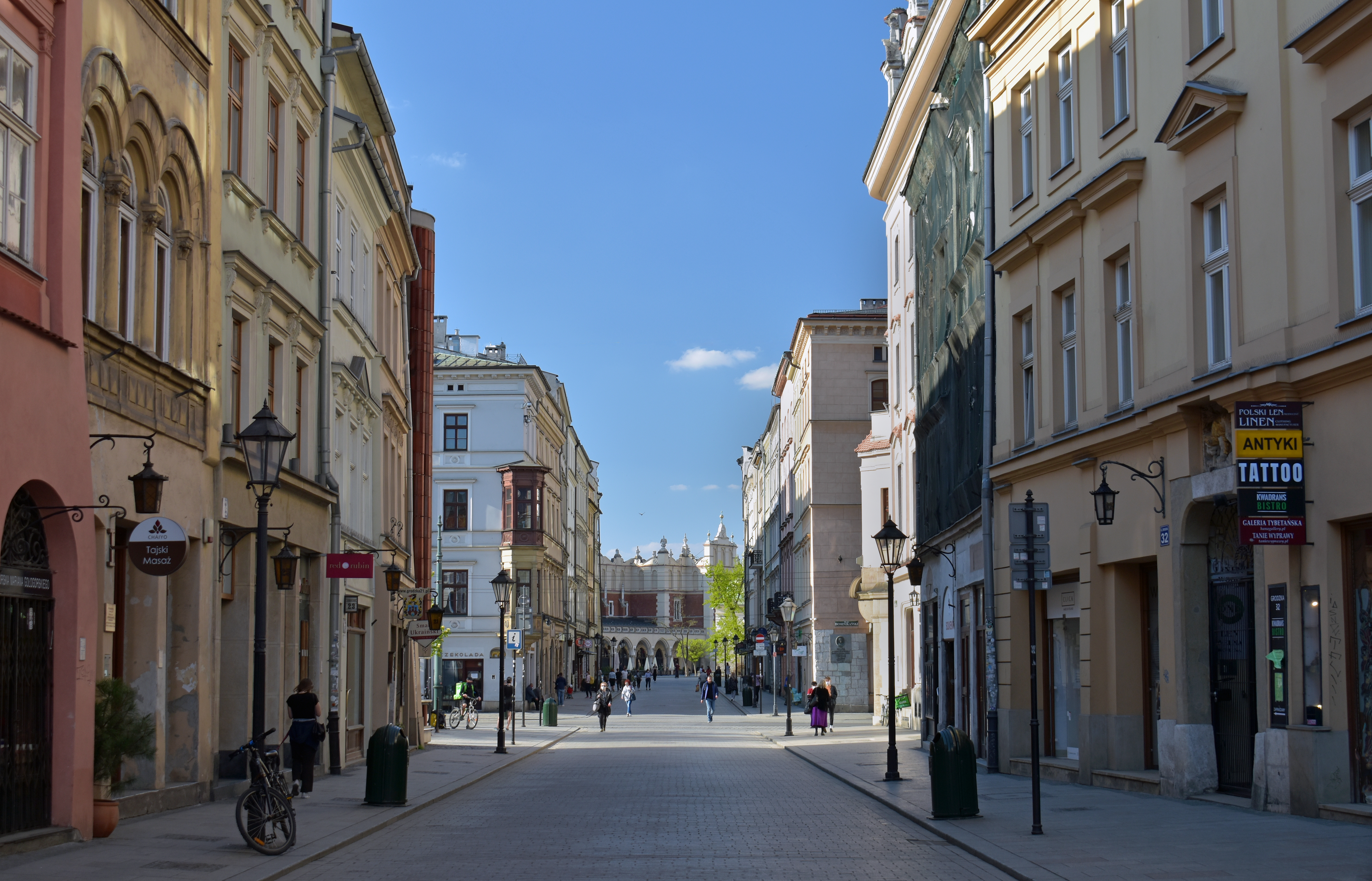
Вид від перехрестя з вул. Посельською на північ
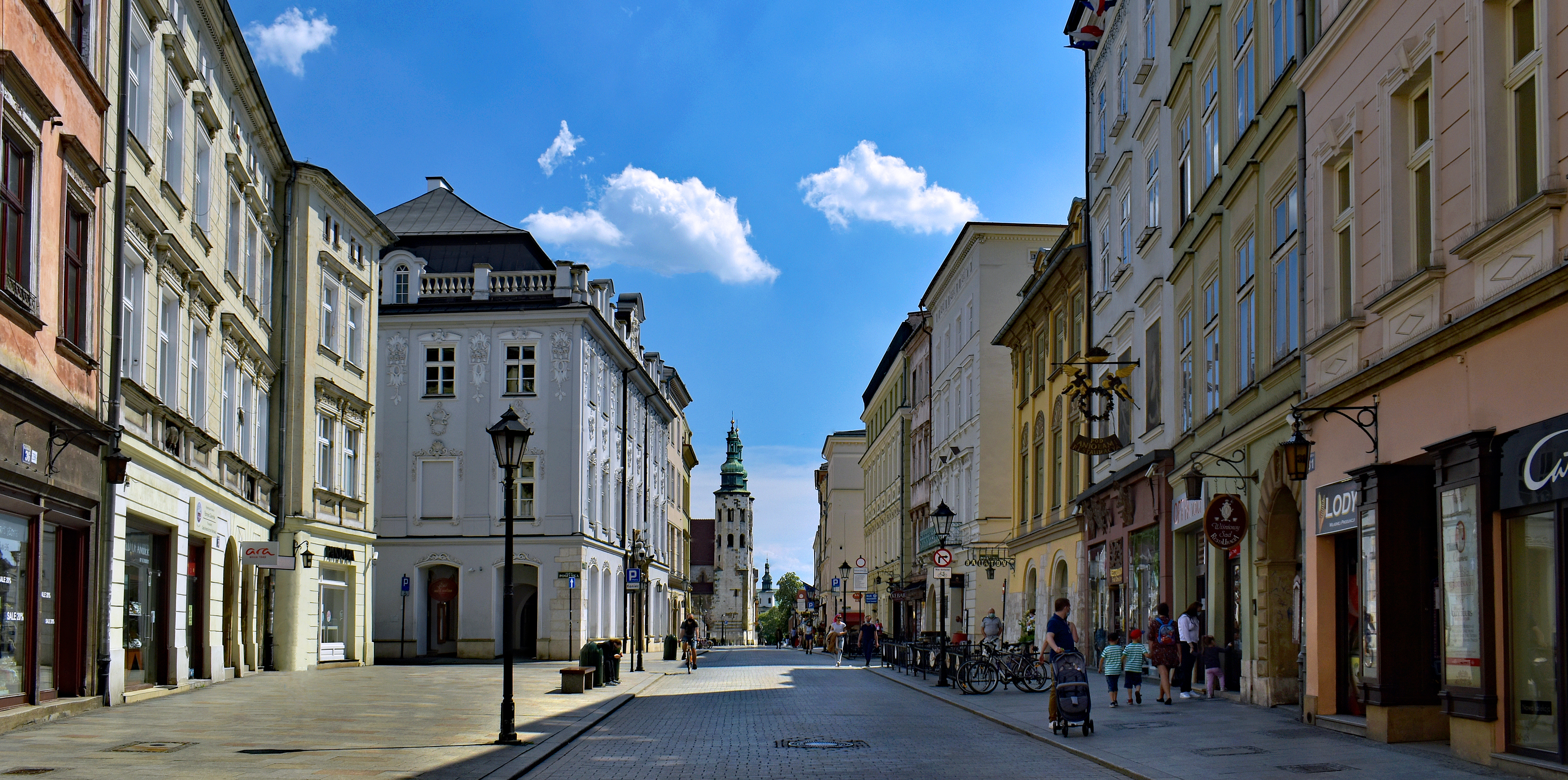
Вид від перехрестя з вул. Посельською на південь
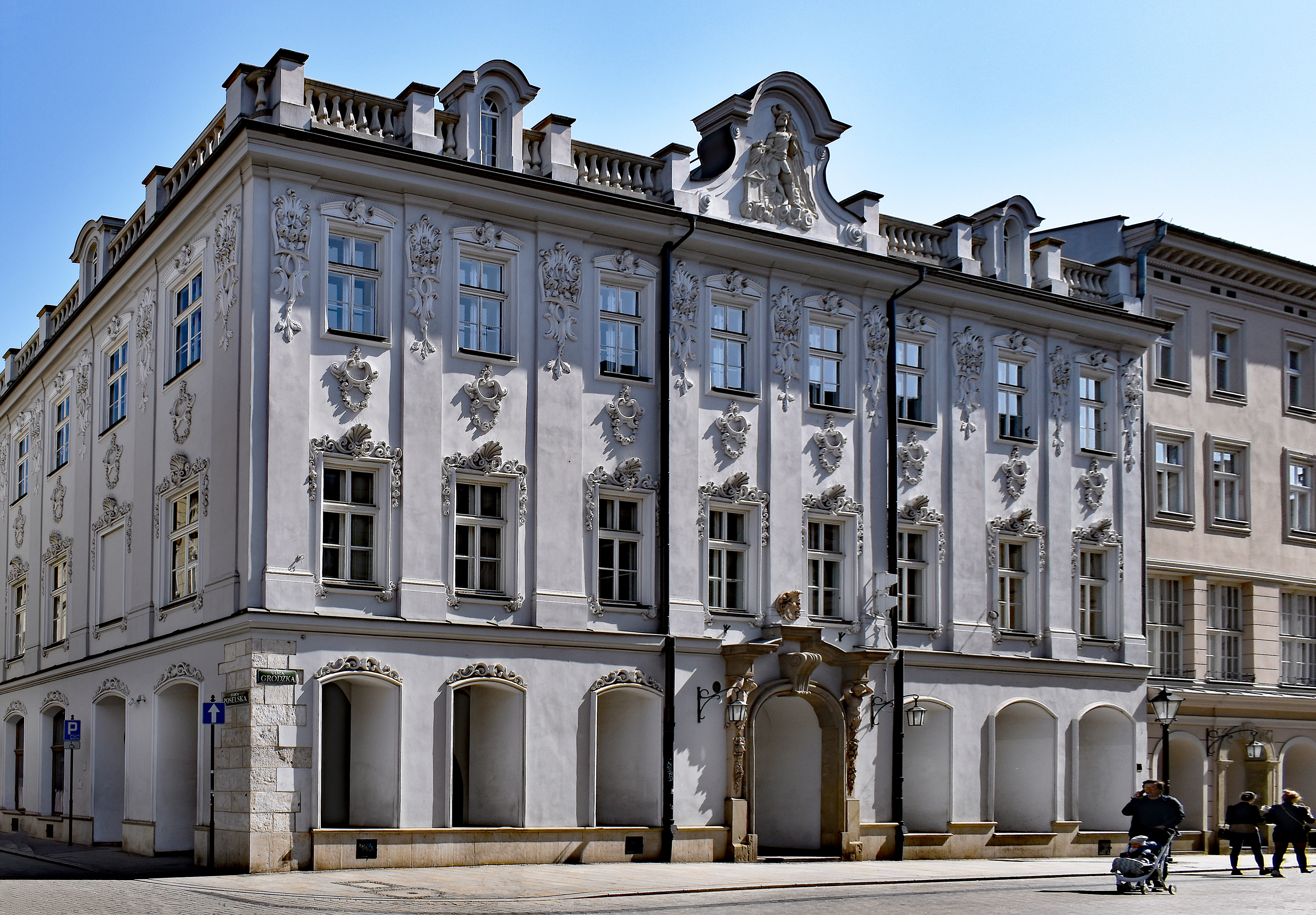
вул. Гродзька 40 Палац Стадницьких
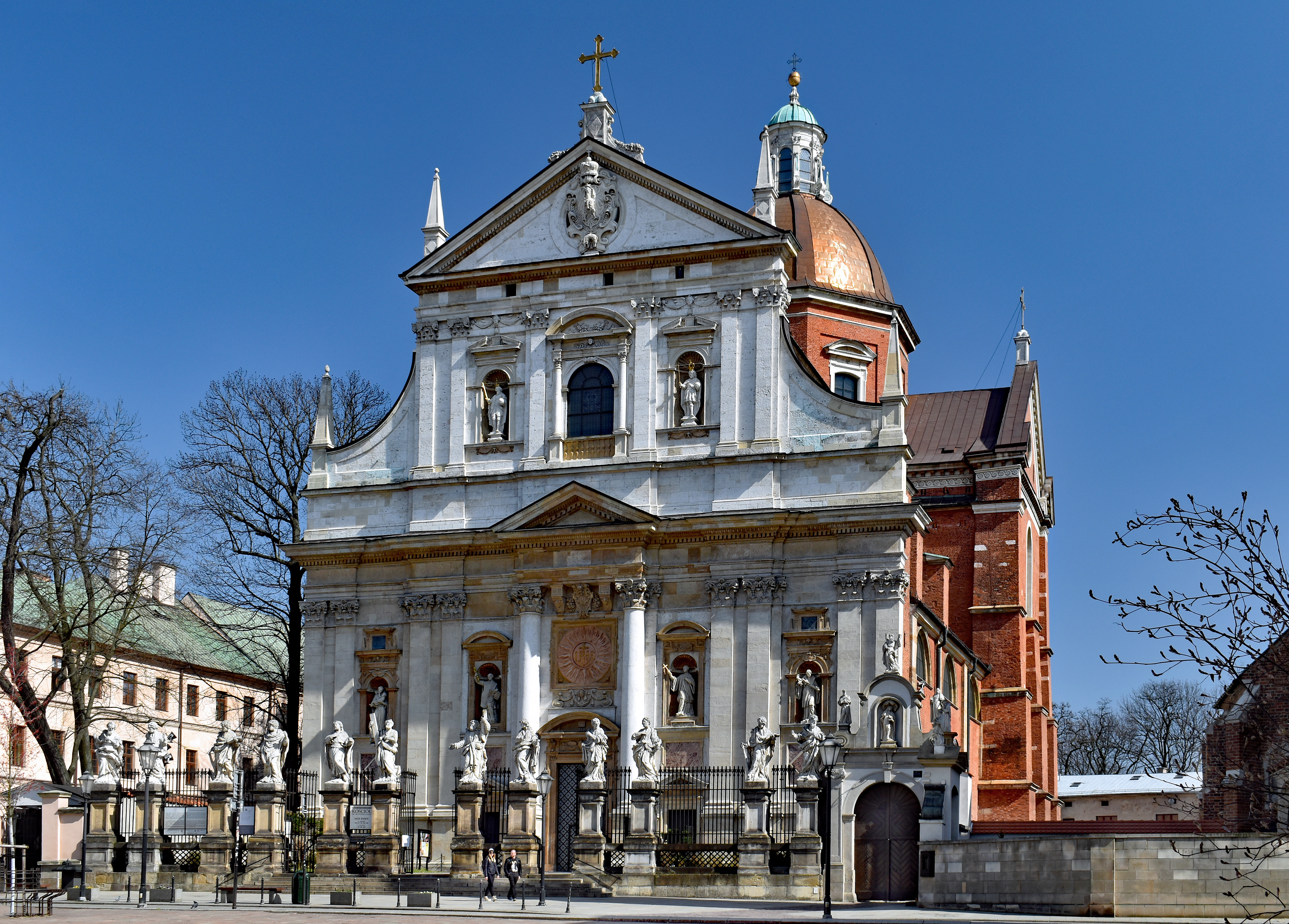
вул. Гродзька 52a Костел Святих апостолів Петра і Павла
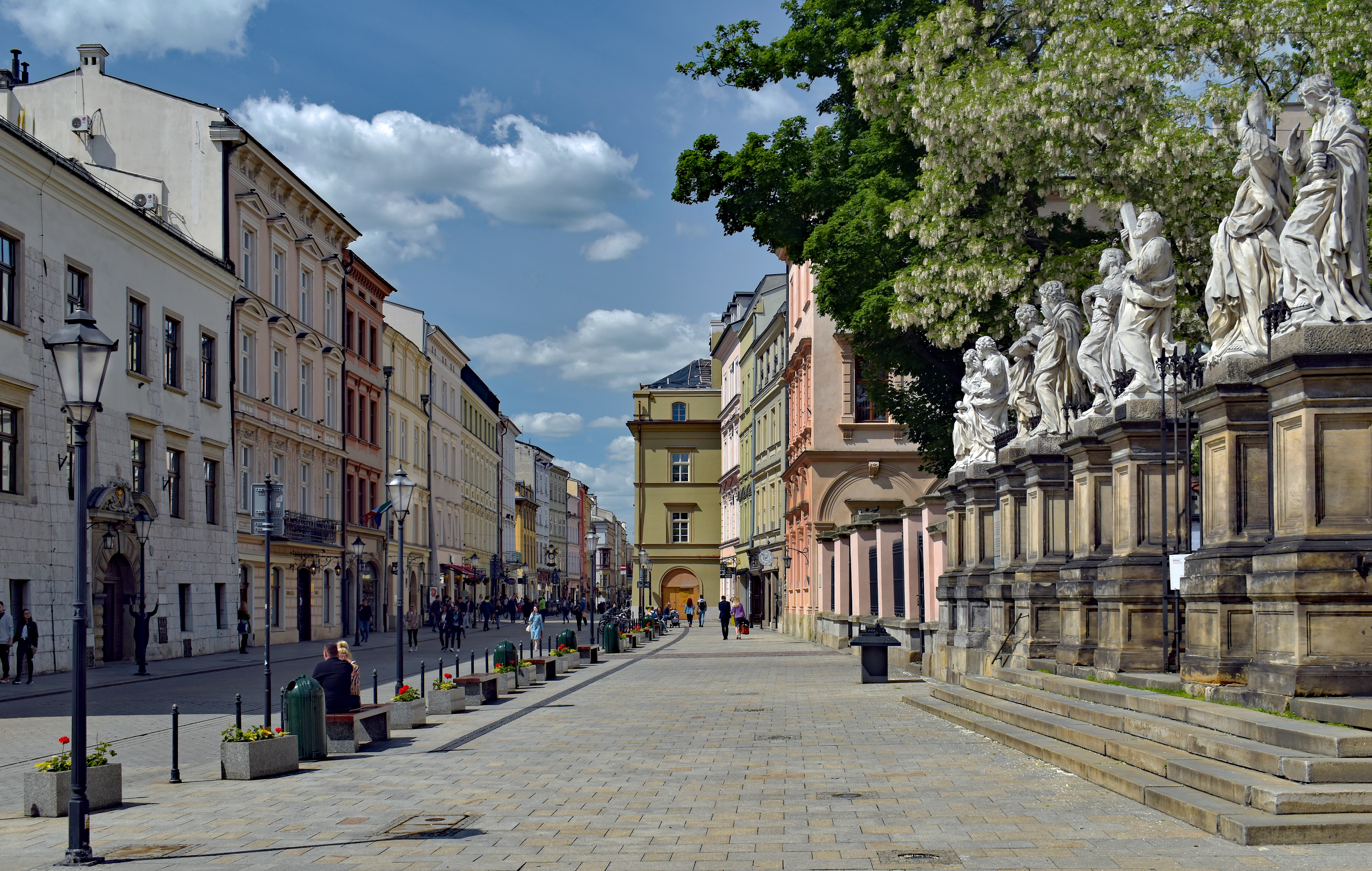
Вид на північ
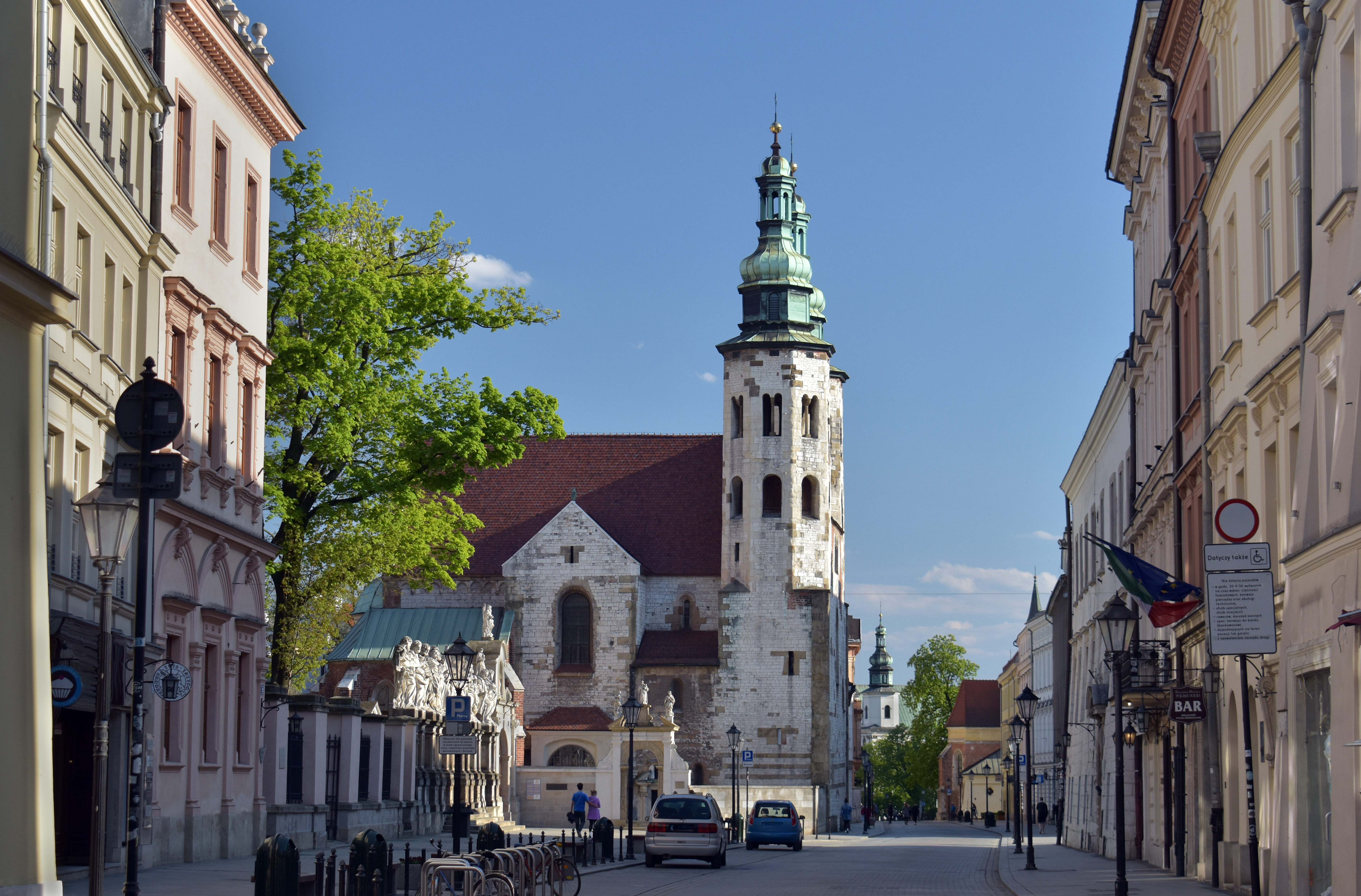
Po lewej figury apostołów przed kościołem Św. Apostołów Piotra i Pawła i kościół św. Andrzeja. Perspektywę zamykają: po prawej kościół św. Idziego i ostatni plan  kościół św. Bernardyna
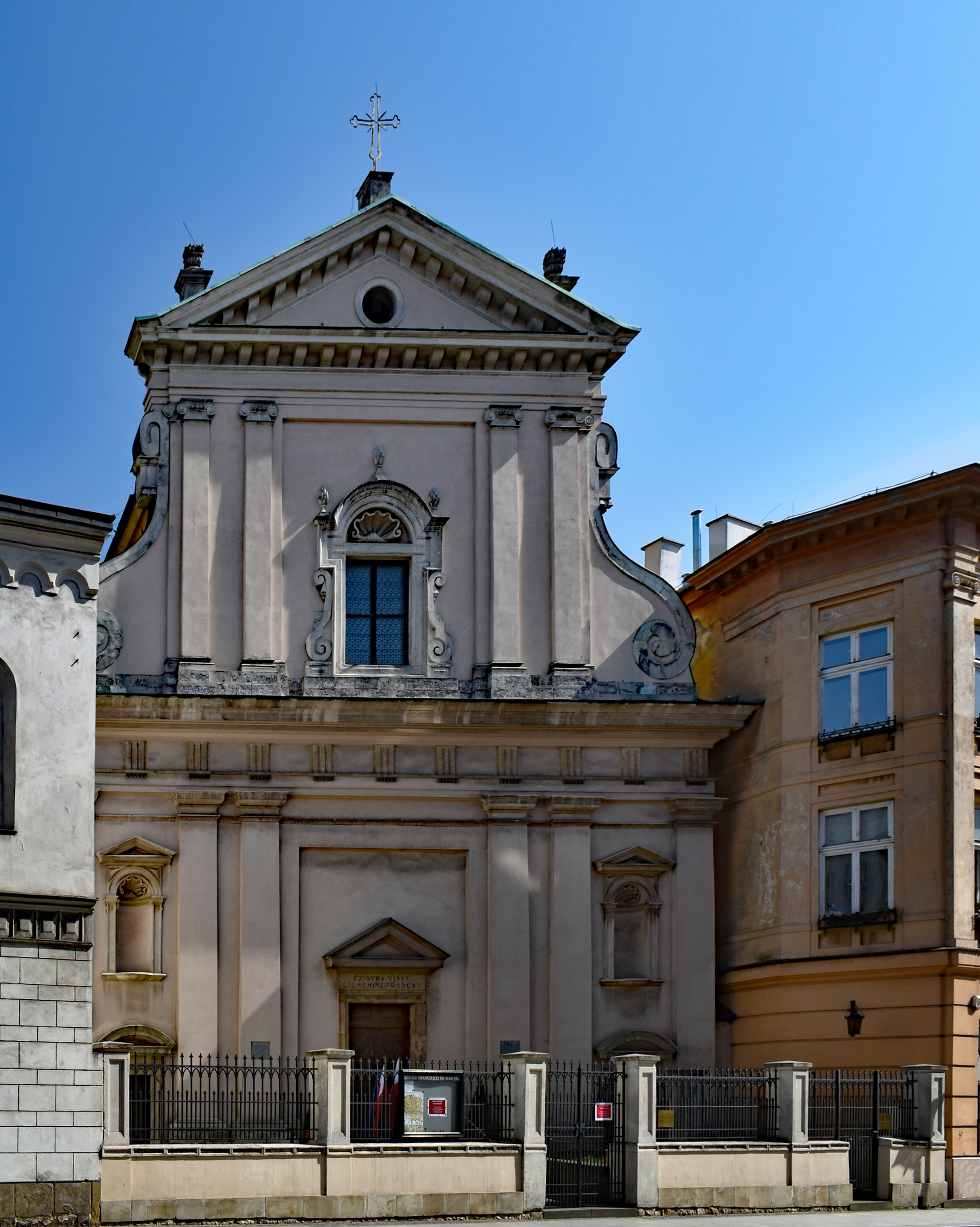
вул. Гродзька 56 Костел евангельский св. Мартина
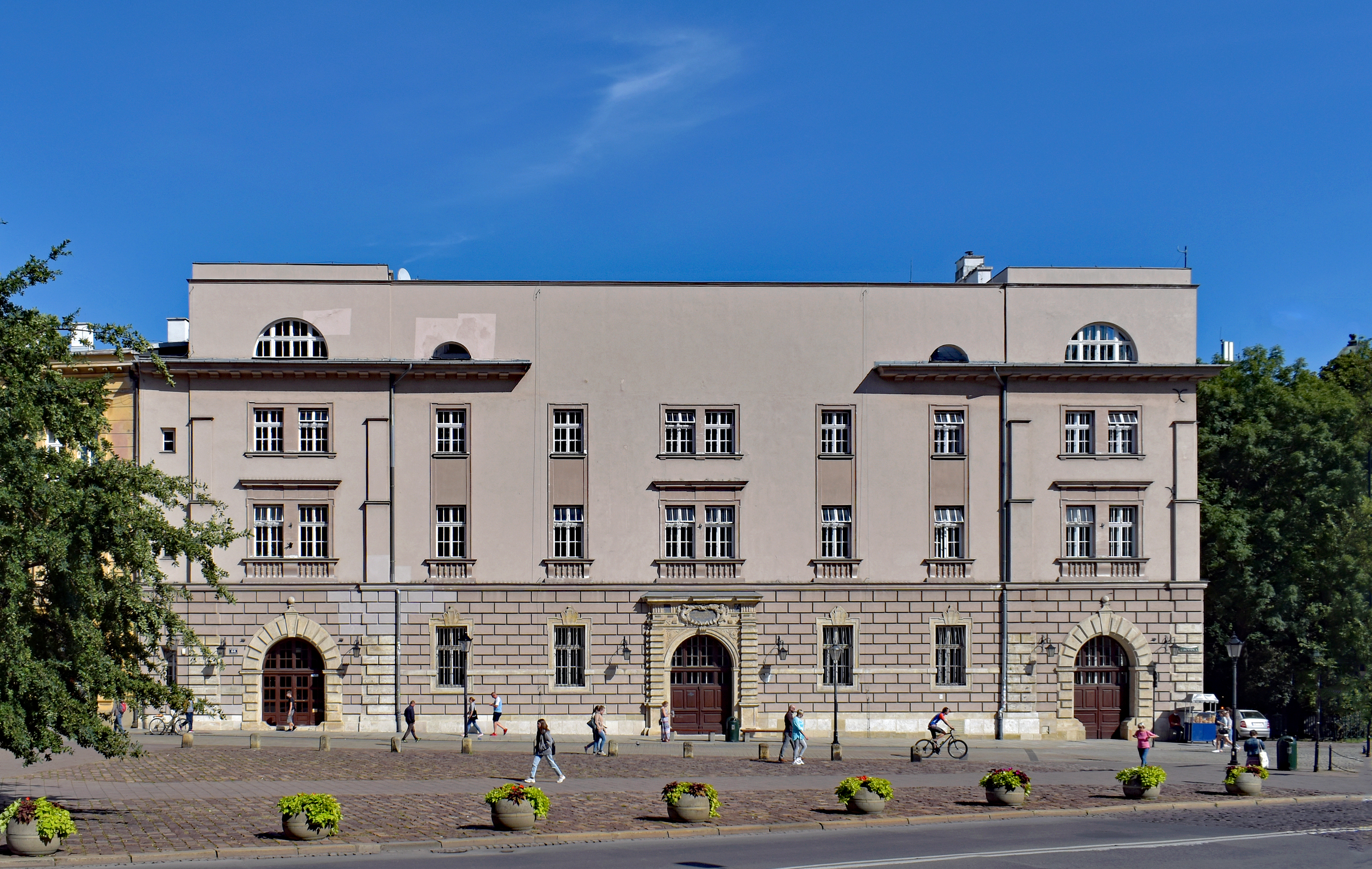
вул. Гродзька 64 Давній Арсенал Королівський
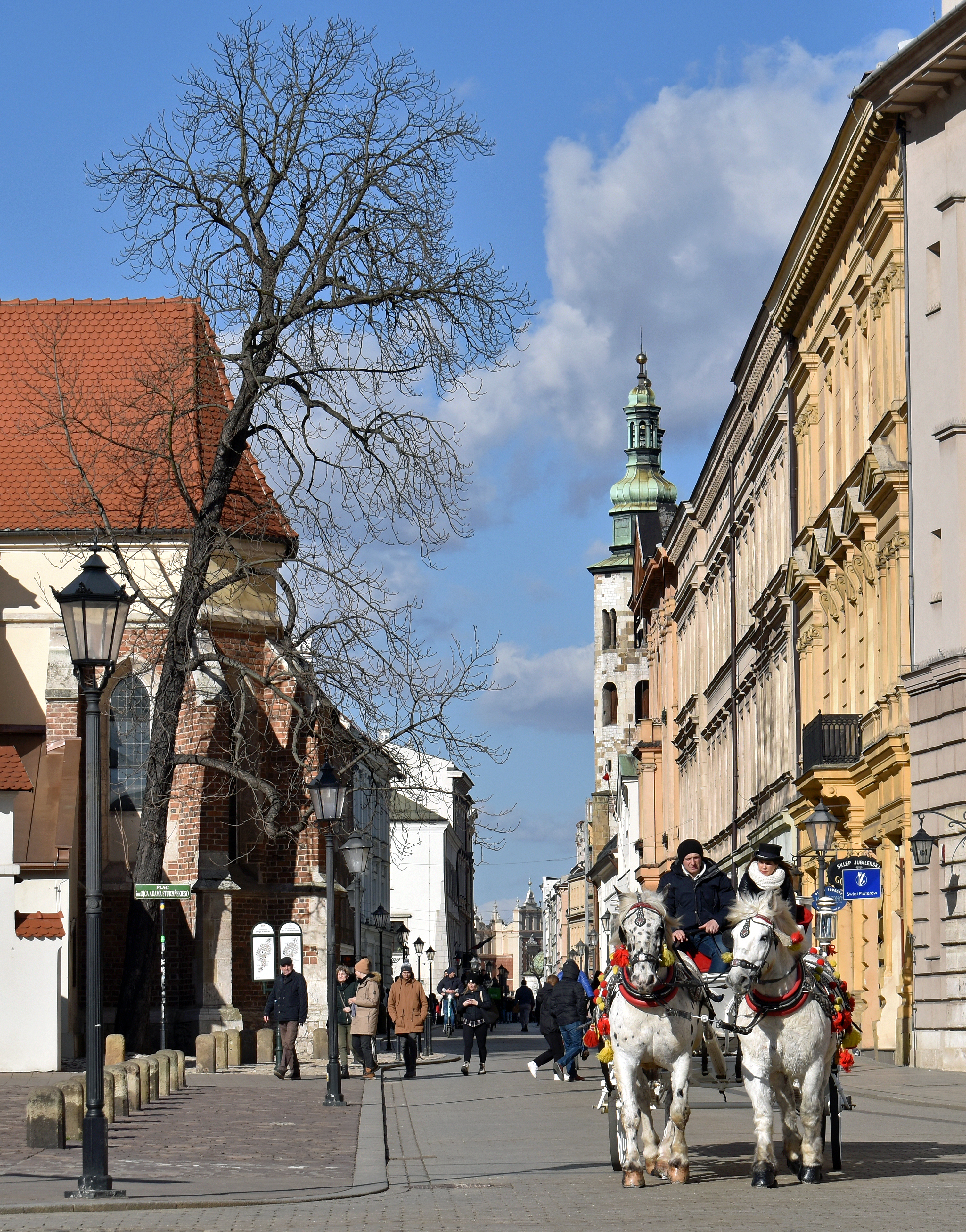
Вид на північ з під Вавеля